# John Jenkins (fútbol americano)
Jonathan Jenkins (Meriden, Connecticut, 11 de julio de 1989), más conocido como John Jenkins, es un jugador profesional estadounidense de fútbol americano que se desempeña en la posición de defensive tackle en Las Vegas Raiders, equipo de la National Football League (NFL).

## Carrera
Fue seleccionado en la tercera ronda en la Reunión Anual de Selección de Jugadores de la NFL de 2013. Hizo su debut profesional con el equipo New Orleans Saints, en el cual jugó cuatro temporadas (2013-2016), después pasó por varios equipos, Seattle Seahawks (2016-2017), Chicago Bears (2017-2018), New York Giants (2018-2019), Miami Dolphins (2019-2020), luego regresó a Chicago Bears (2020-2021), después volvió a Miami Dolphins (2021-2023), y finalmente a Las Vegas Raiders, donde lleva jugando dos temporadas.